# Fjällbacka
Fjällbacka este o localitate din comuna Tanum, comitatul Västra Götalands län, provincia Bohuslän, Suedia, cu o suprafață de 1,05 km² și o populație de 859 locuitori (2010).

## Demografie
| \| Evoluția demografică a zonei urbane Fjällbacka, 1970–2015 \| Evoluția demografică a zonei urbane Fjällbacka, 1970–2015 \| Evoluția demografică a zonei urbane Fjällbacka, 1970–2015 \| Evoluția demografică a zonei urbane Fjällbacka, 1970–2015 \| Evoluția demografică a zonei urbane Fjällbacka, 1970–2015 \| \| --------------------------------------------------------------------------------------- \| --------------------------------------------------------- \| --------------------------------------------------------- \| --------------------------------------------------------- \| --------------------------------------------------------- \| \| An \| \| \| Locuitori \| \| \| 1970 \| 1970 \| \| 606 \| 606 \| \| 1975 \| 1975 \| \| 643 \| 643 \| \| 1980 \| 1980 \| \| 691 \| 691 \| \| 1990 \| 1990 \| \| 911 \| 911 \| \| 1995 \| 1995 \| \| 927 \| 927 \| \| 2000 \| 2000 \| \| 806 \| 806 \| \| 2005 \| 2005 \| \| 812 \| 812 \| \| 2010 \| 2010 \| \| 859 \| 859 \| \| 2015 \| 2015 \| \| 850 \| 850 \| \| Sursa: SCB - Statistika Centralbyrån, Folkmängden per tätort. Vart femte år 1960 - 2016 \| \| \| \| \| |      |  |           |     |
| Evoluția demografică a zonei urbane Fjällbacka, 1970–2015 |      |  |           |     |
| An |      |  | Locuitori |     |
| 1970 | 1970 |  | 606       | 606 |
| 1975 | 1975 |  | 643       | 643 |
| 1980 | 1980 |  | 691       | 691 |
| 1990 | 1990 |  | 911       | 911 |
| 1995 | 1995 |  | 927       | 927 |
| 2000 | 2000 |  | 806       | 806 |
| 2005 | 2005 |  | 812       | 812 |
| 2010 | 2010 |  | 859       | 859 |
| 2015 | 2015 |  | 850       | 850 |
| Sursa: SCB - Statistika Centralbyrån, Folkmängden per tätort. Vart femte år 1960 - 2016 |      |  |           |     |